# Fehér nyelescsészegomba
A fehér nyelescsészegomba (Hymenoscyphus albidus) a Helotiaceae családba tartozó, Európában honos, kőrisek elhalt gallyain élő, nem ehető gombafaj. 

## Megjelenése
A fehér nyelescsészegomba termőteste 2-4es csoportokban nő, átmérője 1-3 mm, sekély csésze alakú, amely rövid nyélen ül. Pereme kissé a belső termőréteg fölé emelkedik. Színe fehér, elefántcsontszín vagy halvány krémszínű; kiszáradva halvány sárgásbarnává sötétedik. Alsó felülete finoman pelyhes, fokozatosan megy át a nyélbe. A nyél kb. 2 mm magas és 0,5-0,75 mm vastag; színe fehér de a tövénél megfeketedik. 
Aszkuszai 60-90 µm hosszúak és 7,3-9,8 µm vastagok, hengeresek vagy kissé bunkósak, vékony falúak, nyolcspórásak. A bennük ferdén elhelyezkedő aszkospórák 14-17 µm hosszúak és 3,1-4 µm vastagok, hengeres-ellipszoid alakúak. Spórapora fehér. 

### Hasonló fajok
A Hymenoscyphus fraxineus csak genetikai vizsgálattal különíthető el tőle. 

## Elterjedése és termőhelye
Európában honos. Magyarországon gyakori, de kis termete miatt ritkán észlelt faj.
Kőrisfák (ritkábban más lombos fák) elhalt, korhadó gallyain él, annak anyagait bontja. Az 1990-es években Lengyelországból kiindulva egész Közép-Európából elterjedt kelet-ázsiai rokona, a Hymenoscyphus fraxineus (vagy H. pseudoalbus), amely nem ártalmatlan szaprofita, hanem patogén parazita életmódot folytat és a kőrisfák pusztulását is okozhatja. Az inváziós faj térhódítása miatt a fehér nyelescsészegomba jelentősen visszaszorult. A termőtest szinte egész évben látható.

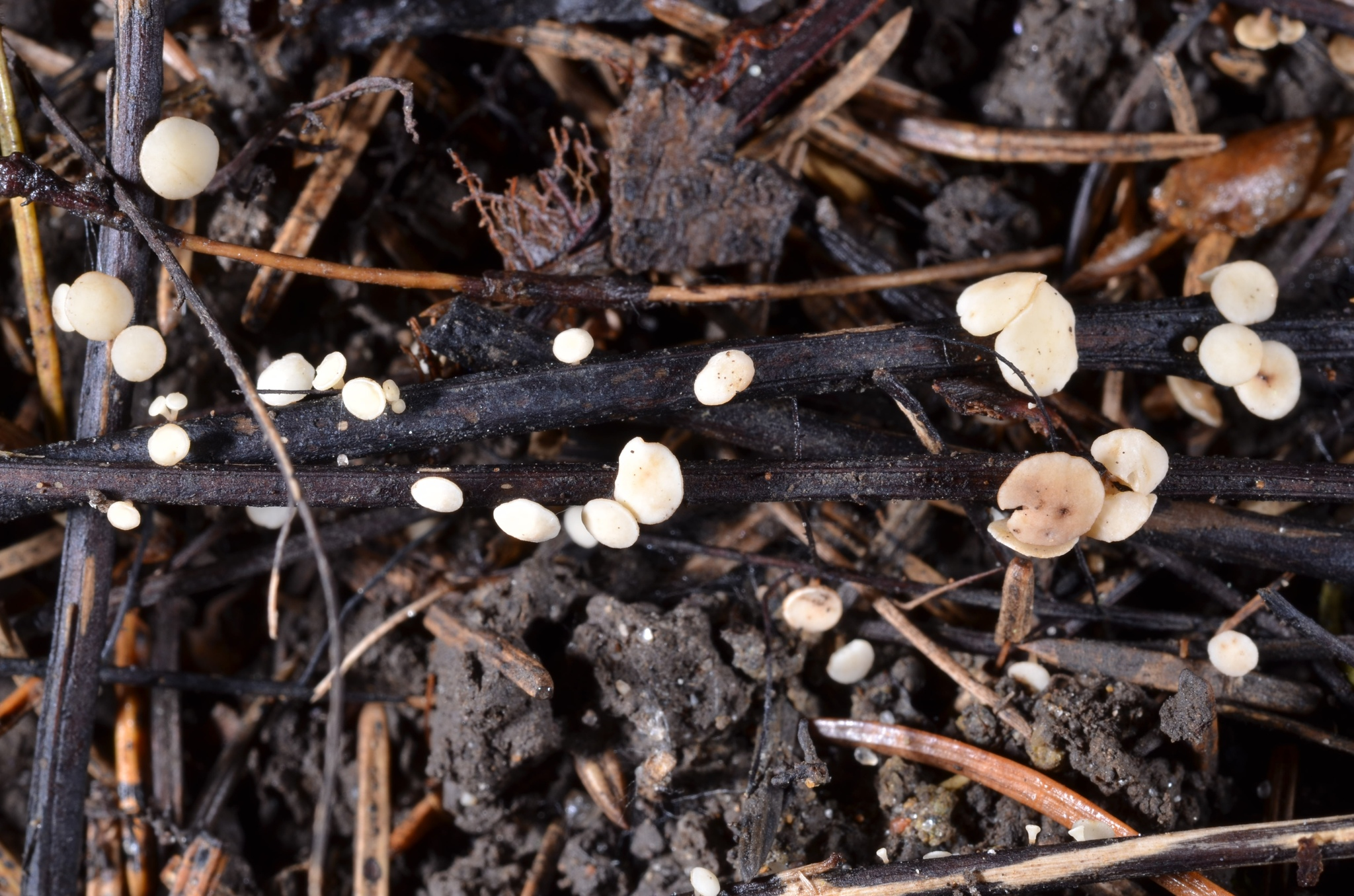
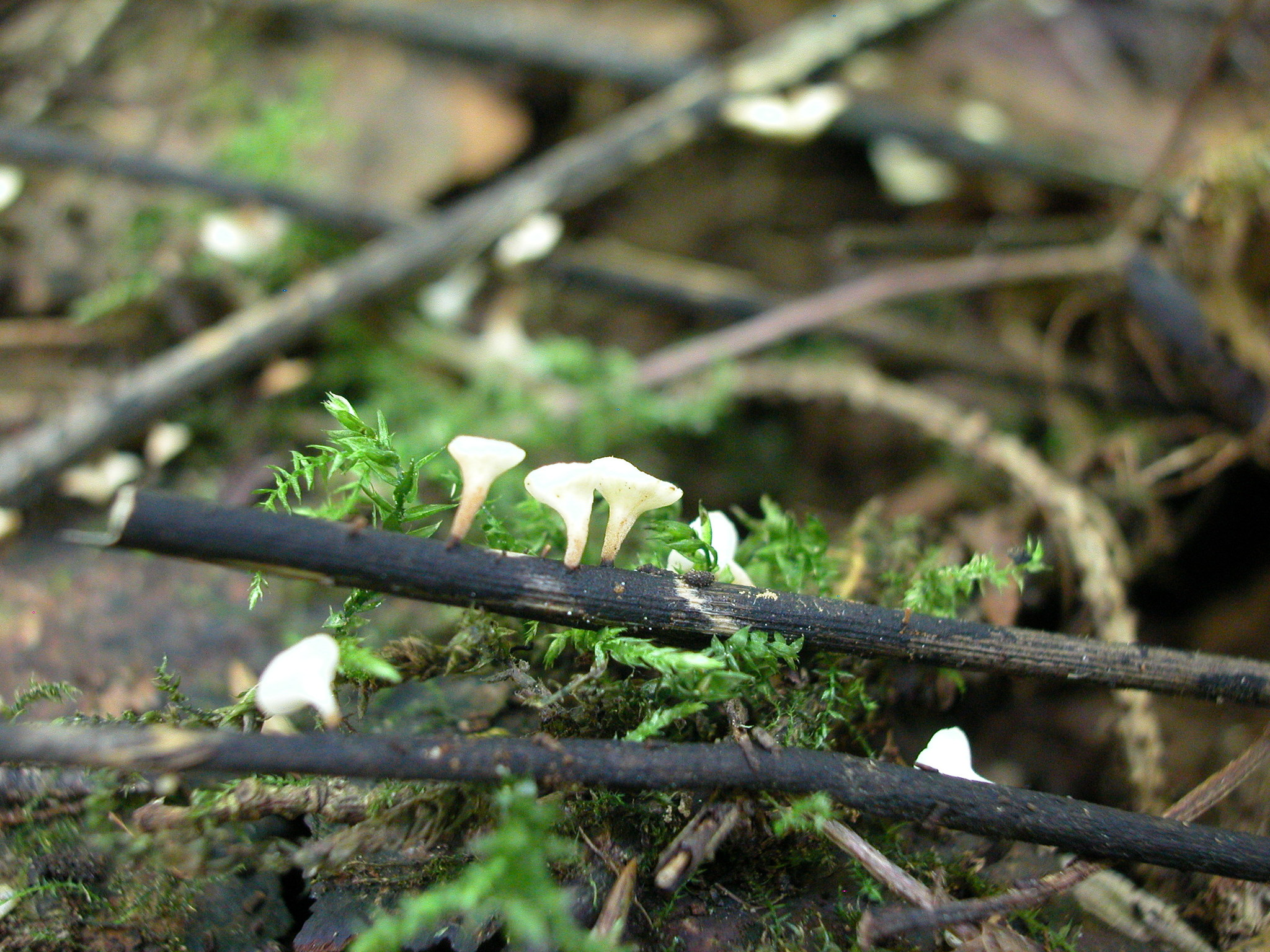
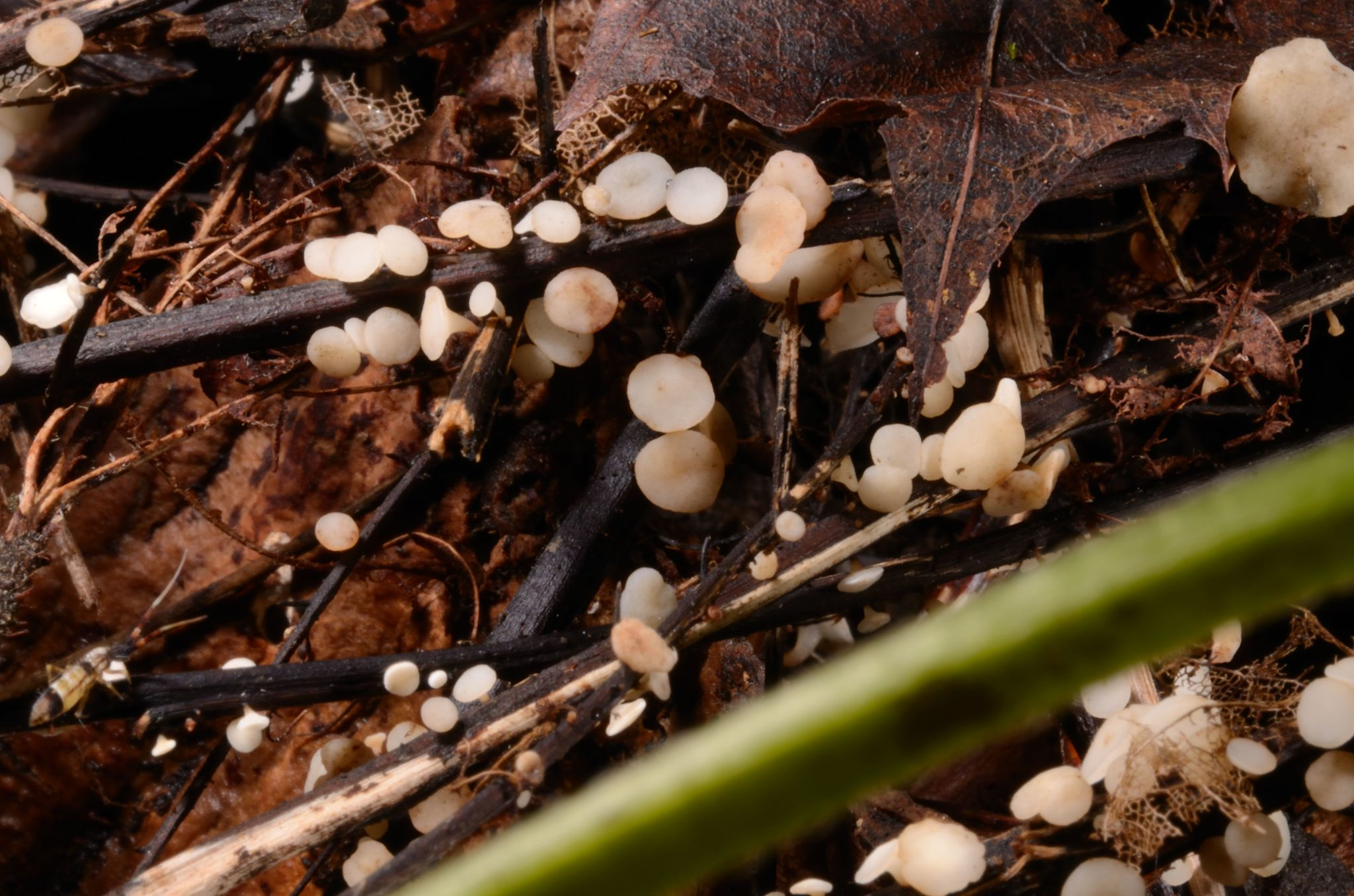

Nem ehető.    